# ليليان ويستكوت ويليام
ليليان ويستكوت ويليام (بالإنجليزية: Lilian Westcott Hale)‏ هي رسامة أمريكية، ولدت في 1880 في بريدجبورت في الولايات المتحدة، وتوفيت في 1963 في مينيسوتا في الولايات المتحدة.

## وصلات خارجية
- ليليان ويستكوت ويليام على موقع أوليمبيديا (الإنجليزية)